# 로리 도널리
로리리 "로리" 도널리(Ruaridhri "Rory" Donnelly, 1992년 2월 18일 ~ )는 북아일랜드의 축구 선수이다. 현재 프리미어리그의 스완지 시티에서 스트라이커로 뛰고 있다.